# Домброва (гміна Добра)
Домброва (пол. Dąbrowa) — село в Польщі, у гміні Добра Турецького повіту Великопольського воєводства.
Населення — 172 особи (2011).
У 1975—1998 роках село належало до Конінського воєводства.

## Демографія
Демографічна структура станом на 31 березня 2011 року:
|          | Загалом | Допрацездатний вік | Працездатний вік | Постпрацездатний вік |
| -------- | ------- | ------------------ | ---------------- | -------------------- |
| Чоловіки | 97      | 23                 | 62               | 12                   |
| Жінки    | 75      | 12                 | 46               | 17                   |
| Разом    | 172     | 35                 | 108              | 29                   |